# リトアニア共和国 (1918年-1940年)

リトアニア共和国
Lietuvos Respublika (リトアニア語)

国歌: Tautiška giesmė（リトアニア語）
国民賛歌

リトアニア共和国の位置

リトアニア共和国（リトアニアきょうわこく、リトアニア語: Lietuvos Respublika）は、ロシア革命中の1918年に独立を宣言した共和国。第二次世界大戦が起こると、1940年にエストニア・ラトビアとともにソビエト連邦に占領・併合された。